# Jovan Molnar
Jovan. J. Molnar (Kluž, Rumunija 1852 — 25. avgust 1904, Kraljevina Srbija) srpski štampar i knjižar.

## Biografija
Prema nekim izvorima je poreklom Slovak, ali je po ličnom opredeljenju bio Srbin. Ne zna se kada je tačno prešao iz Austrougarske u Srbiju. Znanje iz štamparstva je stekao vrlo mlad, radeći kao slagač. U Beogradu je učestvovao u osnivanju Društva tipografskih radnika 1875. godine, a zatim i u osnivanju Zadruge štamparskih radnika 1879. godine. Kako je zadruga širila delatnost, po službenoj dužnosti biva poslat u Valjevo, zbog lokalnih potreba za štampanjem afiša i reklama. Bio je jedan od utemeljivača čitaonice, a godine 1885. otvara prvu štampariju u Valjevu, u kojoj je bio i radnik i poslovođa, gde je osim novina štampao i prevode, mnogobrojne izveštaje o radu Valjevske i Ubske štedionice, gimnazije i drugih institucija. Poznato je da je novac davao u dobrotovorne svhe, pomažući mnoge aktivnosti u Valjevskom okrugu. Godine 1891. otvara knjižaru, a 1893. postaje poverenik Srpske književne zadruge za Valjevski okrug, kao i član Kola jahača – Knez Mihailo za valjevski okrug. Bio je uključen u politički život kao član mesnog odbora Radikalne stranke od 1893. godine.  Godine 1904. umire od tuberkuloze i biva sahranjen u Valjevu. Godine 1905. je preminuo njegov stric Ferdinand, a 1922. umire Ferdinandova žena Karolina, i tako je se ugasila porodica Molnar u Valjevu.

## Prva knjižara u Valjevu
Nakon što štampariju seli u svoju kuću 1891. godine, Molnar otvara knjižaru koja je dobila državni status, a on je sam kao knjižar brzo stekao ugled. U njegovoj knjižari mogle su se nabaviti sve školske knjige, kancelarisjki i školski materijal. Poznato je da je svojim mladim mušterijama, učenicima, poklanjao gumice za brisanje, olovke, naliv pera i sl., stoga su ga mladi više videli kao vaspitača nego običnog trgovca. Osim toga, prodavao je i knjige poput: Međunarodni položaj Srbije od M.S. Piroćanca, Celokupna dela Ljubomira P. Nenadovića, pripovetku Uskok Sime Matavulja, Ženska pisma Marsela Prevoa, pripovetku Rajko od Rasine Čedomilja Mijatovića, Dva namesništva Milutina Garašanina i dr.

## Štamparija
Kada je Zadruga štamparskih radnika pala pod stečaj 1887. godine, Molnar otkupuje valjevsku filijalu nazivajući je Štamparija Jovana J. Molnara. U svojoj štampariji je dvaput nedeljno štampao uticajne radikalske Valjevske novine (1887.—1893). Potpisivao ih je i kao urednik i kao vlasnik, a zbog pojedinih članaka je nekoliko puta bio osuđivan, i oslobađan krivice. Od početka 1892. godine, Valjevske novine su bile i službeni list Okružnog odbora, a od 1893. se sa odgovarajućom naznakom uz glavu lista i formalno deklarišu kao organ Narodne radikalne stranke u Valjevskom okrugu i prelaze u vlasništvo te partije.  
Štampao je i list za crkvenu pouku i književnost Besednik (1880, 1884) čiji je vlasnik i urednik bio sveštenik Života S. Milovanović. Glas samouprave pokrenut je približno u isto vreme kad i Glas istine, odnosno u doba već ustaljenog izlaženja Valjevskih novina, pa je Valjevo te 1893. godine jednovremeno imalo troje novina. 
Pored novina, Molnar je štampao i nekoliko knjiga poput Tolstojeve rasprave Gde je Bog u prevodu Ljube Nenadovića, koja je verovatno bila prva knjiga štampana u Valjevu, istorijski nacrt Živka Romanovića Rimska vojska, obimni putopis učitelja Nedeljka S. Savića Preko Bosne i Hercegovine u primorje i dr.
Odštampao je prvu razglednicu pod imenom Akcionarska pivara – Park, 26. 11. 1899, koju je iz Valjeva poslao "tek pristigli oficir-stažista Laza" svom "klasiću".
Dve godine nakon njegove smrti je štamparija i dalje nosila njegovo ime, nakon čega joj se menja u Štamparija Ljubomira II. Nenadovića, i radila je do Drugog svetskog rata.

## Poznanstva
Postoje mnoga svedočenja o Molnarovom prijateljstvu sa Ljubomirom Nenadovićem. Iako su izmedju njih bile velike razlike u godinama i po socijalnom okruženju, povezale su ih iste težnje. Njihovo prijateljstvo uslovilo je da zajedničkim snagama pokrenu informativni i zabavni list Glasonoša koji su Valjevci šaljivo nazivali Abronoša. List je izlazio 1885. godine, za koji je Molnar ponekad pisao i prevodio.

## Literatura
- Pivnički Drinić, Tatjana. Srpski biografski rečnik (ml-pan). Novi Sad: biblioteka Svedoci slobode, (2018): 68.
- Starčević, Velimir. Staro srpsko knjižarstvo, Beograd: Prosveta, (1997): 268-270.

## Spoljašnje veze
- http://revija.kolubara.info/sh/nova/tekst/2806/Prve-razglednice.htm Приступљено 2019-05-15.
- http://arhiva.glas-javnosti.rs/arhiva/2002/05/02/srpski/RG02042910.shtml Архивирано на веб-сајту  (16. мај 2019) Приступљено 2019-05-15.
- http://revija.kolubara.info/sh/nov2010/tekst/2159/ Приступљено 2019-05-15.